# NGC 189
NGC 189는 카시오페이아자리에 위치한 산개성단이다. 1783년 9월 27일 캐롤라인 허셜에 의해 최초로 발견되었고, 1829년 10월 27일 존 허셜이 따로 재차 발견하였다.